# Maaria Eira
Maaria Eira (23 de octubre de 1924 – 19 de junio de 1999) fue una cantante de ópera y actriz cinematográfica finlandesa.

## Biografía
Su verdadero nombre era Saskia Marjatta Suomalainen, y nació en Helsinki, Finlandia, siendo sus padres el compositor y violinista Yrjö Suomalainen y la bailarina Estelle Wikström. Tenía un hermano mayor, el dibujante Kari Suomalainen, siendo su abuelo el escultor Emil Wikström. Asistió a una escuela de niñas en 1935–1937, y a la escuela de ballet de la Ópera Nacional de Finlandia en 1928–1936. También estudió canto en Helsinki bajo la dirección de Olavi Nyberg y, a los 17 años de edad, en 1942, fue Gilda en la ópera de Giuseppe Verdi Rigoletto, representada en la Ópera Nacional. La cantante llamó la atención por su musicalidad y tono cromático. Siguió actuando en la Opera Nacional a la vez que completaba estudios en Estocolmo. Allí estudió en 1946–1950 bajo la dirección de von Vegesack, y formó parte en 1948–1950 del Teatro Dramaten. En Estocolmo conoció a Beniamino Gigli, que dio un giro decisivo a su carrera, al opinar que su voz era más de una soprano dramática que de una soprano de coloratura.
A causa de su imagen y su presencia sobre los escenarios, Eira acabó llamando la atención de la industria cinematográfica, que la hizo debutar en 1944 en el film de Toivo Särkkä Ballaadi. Su papel de Ebba Dunckert fue bien recibido por la crítica. Su segunda actuación cinematográfica llegó con Miesmalli (1944), aunque fue criticada por su falta de técnica interpretativa. A pesar de ello, rodó otras dos películas, Onnelliset (1954) y Mä oksalla ylimmällä (1954).
Siguiendo el consejo de Gigli, Maaria Eira viajó a Roma para completar su formación como cantante. Permaneció allí entre 1950 y 1954, y en 1951 ganó un concurso internacional de ópera. En 1956 obtuvo el segundo lugar en un concurso internacional de televisión celebrado en Roma. Eira se asentó definitivamente en dicha ciudad desde el año 1950, y a lo largo de su carrera actuó, además de Italia, en diferentes capitales europeas y en Estados Unidos. 
En 1954 Eira conoció a la soprano italiana Toti Dal Monte (1893–1975), que trabajaba como profesora de canto. Además de estudiar con ella, pasó a ser la mano derecha de la famosa diva. En 1956 la acompañó a Moscú, actuando durante las lecciones de Dal Monte. 
A lo largo de su carrera operística, Eira actuó en piezas como Mignon (de Ambroise Thomas), Romeo y Julieta y Fausto (ambas de Charles Gounod), las óperas de Giuseppe Verdi La Traviata, Otelo, Aida, El trovador y Rigoletto, las de Giacomo Puccini Tosca y La bohème, Norma (de Vincenzo Bellini), Lucía de Lammermoor (de Gaetano Donizetti), Adriana Lecouvreur (de Francesco Cilea), Las bodas de Fígaro (de Wolfgang Amadeus Mozart), y Lohengrin (de Richard Wagner).
Maaria Eira estuvo casada entre 1947 y 1952 con el poeta sueco Lennart Hellsing, casándose en 1953 con el cirujano y profesor italiano Giovanni D’Onofrio (muerto en 1998). Ella falleció en Roma, Italia, en 1999, a los 74 años de edad, a causa de un infarto agudo de miocardio.  

## Filmografía
- 1944 : Miesmalli
- 1944 : Ballaadi
- 1954 : Onnelliset
- 1954 : Mä oksalla ylimmällä